# 新林区
新林区（しんりん-く）は中華人民共和国黒竜江省大興安嶺地区に位置する区。本区は中華人民共和国民政部の行政区画データにおいて、同地区呼瑪県の一部である。

## 地理
塔河が流れている。

## 歴史
旧来は呼瑪県の管轄地域であった。1964年8月10日、大興安嶺特区として分割され、1965年7月に新林林業公司（1967年林業局に改編）が成立した際に新林区が設置され、地方行政組織と国営企業の一体化としての区が成立した。

## 行政区画
下部に7鎮を管轄：
- 鎮：新林鎮、翠崗鎮、塔源鎮、大烏蘇鎮、塔爾根鎮、碧洲鎮、宏図鎮

## 交通

### 鉄道
- 中国国家鉄路集団
  - 中国鉄路ハルビン局集団公司
    - 富西線（ジャグダチ方面）- 太陽溝駅（中国語版） - 塔源駅（中国語版） - 林海駅（中国語版） - 新林駅 - 大烏蘇駅（中国語版） - 碧州駅（中国語版） - 翠崗駅（中国語版） - 富楽駅（中国語版） - 塔爾根駅（中国語版） -（漠河方面）

### 道路
- 省道
  -  207省道

## 健康・医療・衛生
- 新林林業局職工医院